# Rally El Corte Inglés de 2001
El Rally El Corte Inglés de 2001, oficialmente 25.º Rally El Corte Inglés, fue la vigesimoquinta edición, la novena cita de la temporada 2001 del Campeonato de Europa de Rally y la segunda de la temporada 2001 del Campeonato de España de Rally. Se celebró del 21 al 22 de abril y contó con un itinerario de diecisiete tramos que sumaban un total de 285,32 km cronometrados.

## Itinerario
| Día   | Tramo | Nombre                | Distancia | Hora  | Ganador               | Tiempo  | Líder                 |
| ----- | ----- | --------------------- | --------- | ----- | --------------------- | ------- | --------------------- |
| Día 1 | TC1   | A1-Hoya de Pineda     | 32.88 km  | 10:05 | Salvador Cañellas Jr. | 22:24.9 | Salvador Cañellas Jr. |
| Día 1 | TC2   | B1-Teror              | 14.96 km  | 11:30 | José María Ponce      | 8:45.3  | Salvador Cañellas Jr. |
| Día 1 | TC3   | C1-Cuesta de Silva    | 5.10 km   | 12:20 | Flavio Alonso         | 2:55.7  | Flavio Alonso         |
| Día 1 | TC4   | A2-Hoya de Pineda     | 32.88 km  | 13:30 | Salvador Cañellas Jr. | 21:57.0 | Salvador Cañellas Jr. |
| Día 1 | TC5   | B2-Teror              | 14.96 km  | 14:55 | Salvador Cañellas Jr. | 8:42.1  | Salvador Cañellas Jr. |
| Día 1 | TC6   | C2-Cuesta de Silva    | 5.10 km   | 15:45 | Salvador Cañellas Jr. | 2:48.3  | Salvador Cañellas Jr. |
| Día 1 | TC7   | A3-Hoya de Pineda     | 32.88 km  | 16:55 | Salvador Cañellas Jr. | 21:04.3 | Salvador Cañellas Jr. |
| Día 1 | TC8   | B3-Teror              | 14.96 km  | 18:20 | Salvador Cañellas Jr. | 8:35.0  | Salvador Cañellas Jr. |
| Día 1 | TC9   | C3-Cuesta de Silva    | 5.10 km   | 19:10 | Salvador Cañellas Jr. | 2:46.3  | Salvador Cañellas Jr. |
| Día 2 | TC10  | D1-Agüimes            | 19.90 km  | 08:25 | Luis Monzón           | 12:05.0 | Salvador Cañellas Jr. |
| Día 2 | TC11  | E1-San Bartolomé      | 19.90 km  | 09:15 | Luis Monzón           | 11:55.4 | Salvador Cañellas Jr. |
| Día 2 | TC12  | F1-Pozo de Las Nieves | 21.75 km  | 10:05 | Luis Monzón           | 12:35.0 | Salvador Cañellas Jr. |
| Día 2 | TC13  | G1-Gran Karting Club  | 1.70 km   | 12:10 | Flavio Alonso         | 1:33.2  | Salvador Cañellas Jr. |
| Día 2 | TC14  | D2-Agüimes            | 19.90 km  | 12:45 | Flavio Alonso         | 12:56.2 | Salvador Cañellas Jr. |
| Día 2 | TC15  | E2-San Bartolomé      | 19.90 km  | 13:35 | Enrico Bertone        | 12:57.5 | Salvador Cañellas Jr. |
| Día 2 | TC16  | F2-Pozo de Las Nieves | 21.75 km  | 14:25 | Luis Monzón           | 13:41.4 | Salvador Cañellas Jr. |
| Día 2 | TC17  | G2-Gran Karting Club  | 1.70 km   | 16:30 | Juha Kankkunen        | 1:33.7  | Salvador Cañellas Jr. |

## Clasificación final
| Pos. | Piloto                | Copiloto          | Automóvil                    | Tiempo    | Diferencia |
| ---- | --------------------- | ----------------- | ---------------------------- | --------- | ---------- |
| 1.   | Salvador Cañellas Jr. | Alberto Sanchís   | SEAT Córdoba WRC Evo3        | 3:01:52.9 | 0.0        |
| 2.   | Flavio Alonso         | Vidal Arencibia   | SEAT Córdoba WRC Evo2        | 3:02:22.5 | +29.6      |
| 3.   | Ricardo Avero         | Carlos Del Barrio | Citroën Xsara Kit Car        | 3:03:40.8 | +1:47.9    |
| 4.   | Juha Kankkunen        | Juha Repo         | Toyota Corolla WRC           | 3:03:49.9 | +1:57.0    |
| 5.   | Luis Monzón           | José Carlos Déniz | Peugeot 206 WRC              | 3:05:09.3 | +3:16.4    |
| 6.   | Antonio Ortega        | Carmelo Sosa      | Peugeot 306 Maxi             | 3:09:52.3 | +7:59.4    |
| 7.   | Enrico Bertone        | Massimo Chiapponi | Peugeot 306 Maxi             | 3:10:34.3 | +8:41.4    |
| 8.   | José Antonio Torres   | Germán Bello      | Citroën Saxo Kit Car         | 3:12:11.1 | +10:18.2   |
| 9.   | Carlos Padilla        | Eduardo Rivero    | Citroën Saxo Kit Car         | 3:12:45.9 | +10:53.0   |
| 10.  | Francisco Roig        | Ezequiel Nazábal  | Mitsubishi Carisma GT Evo VI | 3:18:32.4 | +16:39.5   |